# Sant’Antonino di Susa
Sant’Antonino di Susa (piemontesisch Sant Antonin, frankoprovenzalisch Santantunin, französisch Saint Antonin) ist eine Gemeinde in der italienischen Metropolitanstadt Turin (TO), Region Piemont.

## Lage und Einwohner
Sant’Antonino di Susa liegt 38 km westlich von Turin an der Dora Riparia im Susatal. Das Gemeindegebiet umfasst eine Fläche von 9 km² und hat 4101 Einwohner (Stand 31. Dezember 2023). Sant’Antonino di Susa ist Mitglied in der Bergkommune Comunità Montana Bassa Valle di Susa e Val Cenischia. Die Nachbargemeinden sind Condove, Borgone Susa, Villar Focchiardo, Vaie und Coazze.

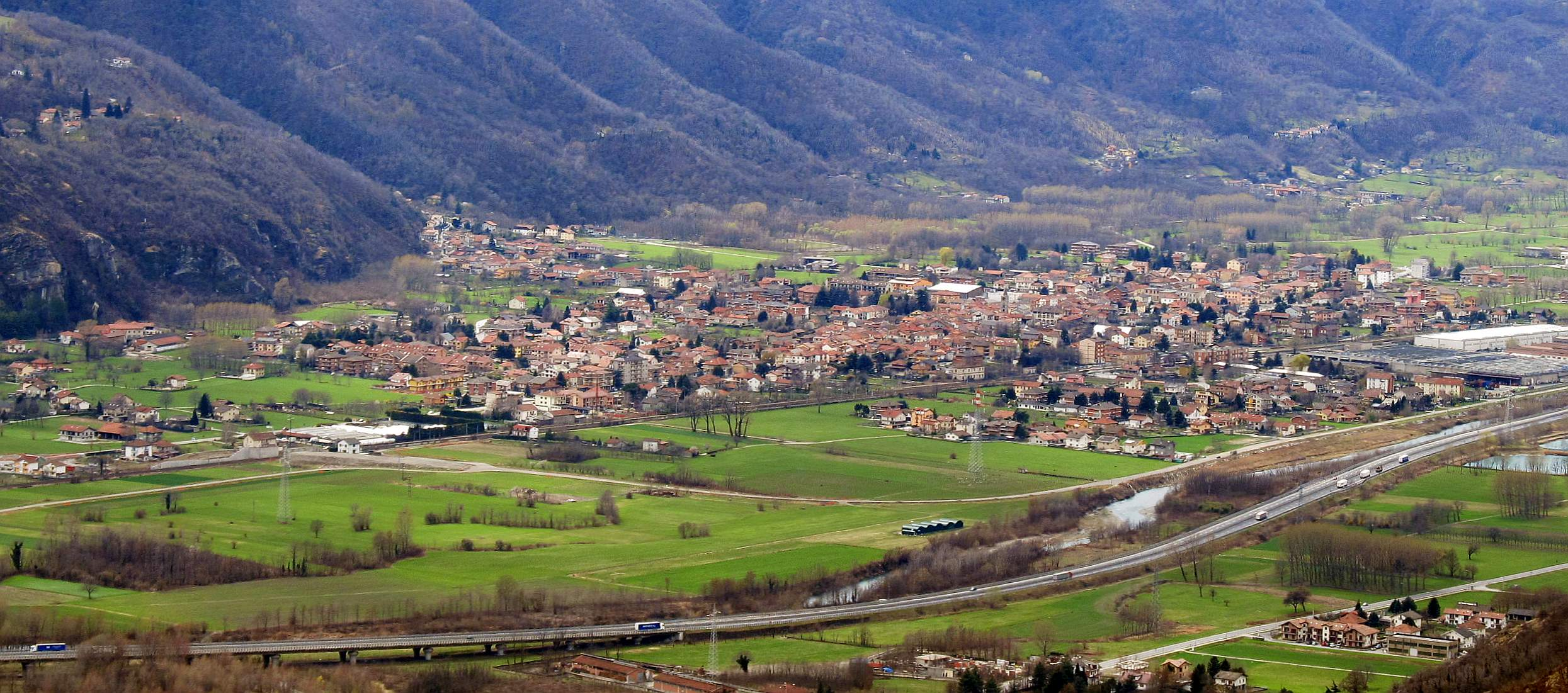
Panorama

## Geschichte

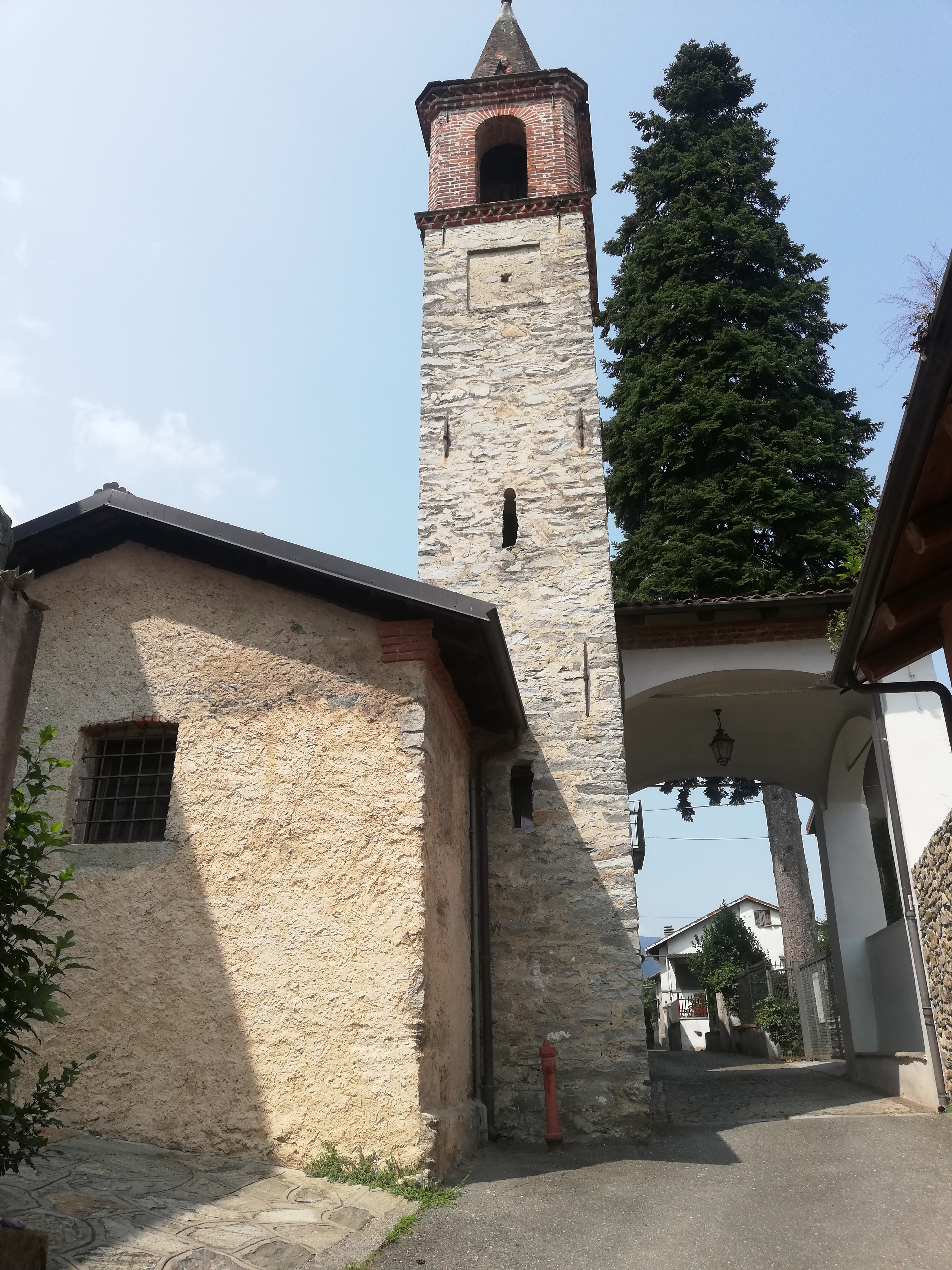
Kapelle Santa Brigida

Der erste bekannte Wohnkern in der Geschichte von Sant'Antonino geht auf die mittelalterliche Entwicklung der Gebiete rechts der Dora Riparia zwischen Avigliana und Bussoleno über Sant'Ambrogio, Sant'Antonino und San Giorio. Diese Entwicklung trug zur Entstehung des Dorfes Sant'Agata bei, dessen Entstehung bis ins Frühmittelalter (476 n. Chr. – 1000 n. Chr.) zurückreicht. Dieser Ort war der antike Sitz der Propstei von San Desiderio. Im Jahr 1043 schenkten der Marquis Enrico und seine Frau, Herren von San Giusto di Susa, die Kirche, die sich heute im Zentrum der Stadt befindet, den Kanonikern von Sant'Agostino.
Viele Jahrhunderte lang war Sant'Antonino den beiden großen Klostergründungen des Susatals unterworfen, nämlich San Giusto di Susa und San Michele della Chiusa. Die beiden Parteien besaßen jeweils ein Drittel des Territoriums, bestehend aus der alten Nebenkirche San Desiderio (ehemals Sant'Agata), und die anderen zwei Drittel im Besitz von San Michele della Chiusa, bestehend aus der Pfarrkirche. Mehrere Jahrhunderte lang kämpften die beiden Stiftungen um die Kontrolle über Sant'Antonino, wobei die Bischöfe von Turin, Moriana und der Papst mehrfach beschwichtigend eingriffen. Im Jahr 1297 kam es zu einer endgültigen Lösung der Situation, indem die Propstei endgültig an San Michele della Chiusa übertragen wurde.
Aufgrund des Kompromisses der Kirche San Desiderio und aufgrund der größeren Freiheit, die die Bürger dank der beiden Konzessionsgesetze von 1599 und 1798 erlangten, beschloss die Bevölkerung, im Dorf Sant'Agata die Kapelle Sant'Antonio errichten zu lassen. Dieser Wunsch entsteht auch aus der Tatsache, dass man sich einen spirituellen Ort in der Nähe seines Zuhauses wünscht, ohne quer durch das Land reisen zu müssen.
Ein weiteres Beispiel für diesen Wunsch nach einem heiligen Ort in unserem Territorium, das wir auf unserer Reise finden werden, ist die Kapelle Santa Brigida al Cresto. Diese Kapelle wurde 1713 gegründet und vier Jahre später geweiht. Die Hingabe einiger Einwohner findet sich auch in privaten Werken wieder, wie etwa in der Cometto-Kapelle in der Via Maisonetta oder sogar in den nach einer Abstimmung errichteten Votivsäulen, die wir auf unserer Reiseroute finden werden.
Der Name Sant'Antonino di Susa ist mit der Gründung der Baumwollindustrie „Wild & Abegg“ im Jahr 1900 auf von der Gemeinde zu einem subventionierten Preis verkauften Grundstücken verbunden. Die Schweizer Unternehmer Emilio Wild und August Abegg hatten in der Gegend mehrere Standorte. 1914 wird der Namen  auf „Cotonificio Vallesusa“ umbenannt. Ab 1923 änderte sich der Firmenname erneut, diesmal in den Firmennamen SA Cotonificio Valle di Susa. Die meisten Arbeiter kamen aus der Umgebung.
Der verheerende Finanzzusammenbruch Ende der 1960er Jahre führte zu einer schweren Beschäftigungskrise in der Region und den umliegenden Gemeinden.